# 張三就
張三就（16世紀—17世紀），號竹林，河南懷慶府修武縣人，明朝政治人物。

## 生平
張三就是天啟七年（1627年）舉人，崇禎四年（1631年）成進士，獲授朝城知縣，任滿後考授報最，調任聊城知縣，代理范縣事務，三地都建祠祭祀他，崇祯十年（1637年）陞為兵部主事，丁忧归乡。十三年起补礼部主客司主事。有著《琅玕館集》、《讞讀焚餘政略》等書十卷行世。

## 引用
1. ↑  《崇祯四年辛未科三百五十名进士履历》：张三就，竹林，易一房，乙未十一月二十六日生。修武人，丁卯六十三，會五十四，三甲二百六十四名。吏部政，壬申授朝城知县，丁丑升兵部武司主事，丁忧。庚辰补礼部主客司主事。曾祖介。祖魁。父進履，生员。
2. 1 2  民國《修武縣志·卷十四·人物》：張三就，號竹林，孝友博學，中崇禎辛未進士。初任朝城多惠政，報最調聊城，攝濮州范縣，各建祠祀；擢兵部主事，著《琅玕館集》、《讞讀焚餘政略》諸書十卷行世。
3. ↑  民國《修武縣志·卷六·民政》：天啟丁卯科（舉人） 張三就 見進士